# Aleksandr Zelenoï
Aleksandr Pavlovitch Zelenoï (en russe : Александр Павлович Зеленой), né le 25 août 1872 à Odessa, mort le 4 septembre 1922 à Petrograd est un officier de la marine impériale russe. Il a fini sa carrière militaire avec le grade de kontr-admiral.

## Biographie
Aleksandr Zelenoï est le 25 août 1872 (6 septembre dans le calendrier grégorien). Il termine l'école des cadets de marine en 1892, et est nommé officier des mines en 1901. Il est commandant de plusieurs dragueurs de mines. Pendant la guerre, il exerce différentes fonctions dans la Flotte de la Baltique. Il accède au grade de contre-amiral le 12 septembre 1917.
Après la révolution d'octobre, il se rallie au nouveau pouvoir. En décembre 1917, il est membre de la commission d'armistice, commandant militaire à Riga, et puis à nouveau nommé chef des mines défensives de la Baltique,.
En 1918, il intègre la flotte de la Baltique et participe activement aux opérations de transfert de bâtiments de guerre au travers d'une couche de glace très épaisse, dite « croisière de glace de la flotte de la Baltique ». Ces navires basés à Reval et Helsinki, menacés par l'entrée des troupes allemandes à Reval (25 mai 1918), furent transférés à Kronstadt. Le premier transfert eut lieu le 5 mars 1918, tous les navires appartenant à la Flotte de la Baltique excepté un sous-marin pris dans les glaces arrivèrent à Kronstadt. Le second transfert eut lieu le 12 mars 1918, un autre groupe de navires escortés par le brise-glace Yermak (lancé en 1898 - retiré du service en 1964) et le Volynets parcoururent 330 kilomètres au travers d'une épaisse couche de glace. Au bout de cinq jours, ils accostèrent dans le port de Kronstadt. Cette flotte se composait de six cuirassés, cinq croiseurs, 59 destroyers, des torpilleurs, douze sous-marins et plusieurs autres bâtiments de guerre.
En 1919-1920, il commande la Flotte de la Baltique de la Russie soviétique pendant la guerre civile (ru). Pendant la défense de Petrograd, il dirige des opérations maritimes contre les forces navales anglaises et estoniennes. 
À partir de 1920, il est expert pour les questions maritimes du Conseil de guerre révolutionnaire (ru) et délégué du département de la mer à la représentation soviétique en Finlande,. 
Il meurt de mort naturelle le 4 septembre 1922 à Pétrograd (Saint-Pétersbourg).